# Православ'я в Астралії та Океанії
Православ’я в Австралії та Океанії — сукупність православних християнських церков і громад, що діють на території Австралії, Нової Зеландії та держав Океанії. Православ’я є меншиною серед християнських конфесій у регіоні, однак зберігає активну присутність завдяки іммігрантським громадам, місіонерській діяльності та етнокультурним зв’язкам.

### Історія
Перші православні християни з’явилися в Австралії у XIX столітті серед іммігрантів з Греції, Лівану, Російської імперії та Балкан. У XX столітті імміграція значно зросла, особливо після Другої світової війни, що призвело до активного розвитку православних парафій.
У Новій Зеландії та на островах Тихого океану православ’я з’явилось пізніше, здебільшого через місіонерську діяльність, а також завдяки переселенцям з країн Східної Європи й Близького Сходу.

### Основні юрисдикції

#### Вселенський Патріархат
Вселенський патріархат Константинополя через Грецьку православну архієпархію Австралії є однією з найвпливовіших православних структур у регіоні. Архієпархія була заснована в 1924 році й охоплює Австралію, а також частково Нову Зеландію. Її очолює архієпископ Австралії.

#### Антіохійський Патріархат
Антіохійська православна архієпархія Австралії, Нової Зеландії та Філіппін об'єднує арабомовні та англомовні громади, що мають походження з Сирії, Лівану та інших країн Близького Сходу.

#### Російська Православна Церква Закордоном (РПЦЗ)
РПЦЗ має значну присутність в Австралії, зокрема після еміграції білої еміграції після революції 1917 року. У місті Сідней розташована її кафедра.

#### Сербська, Румунська, Болгарська, Грузинська Церкви
Ці юрисдикції об’єднують етнічні діаспори відповідних народів і мають свої парафії та єпархії на території Австралії й Нової Зеландії.

#### Православна Церква в Америці (ПЦА)
Має місіонерські парафії в Австралії та працює над розширенням присутності в Океанії.

### Місіонерська діяльність
У країнах Океанії (зокрема на Фіджі, Самоа, Тонга, Соломонових Островах) ведеться місіонерська робота, переважно силами Грецької та Антіохійської Церков. Деякі місцеві жителі приймають православ’я, створюючи автохтонні громади.

### Статистика
За різними оцінками, загальна кількість православних вірян у Австралії перевищує 500 000 осіб. У Новій Зеландії — близько 100 000. На островах Океанії кількість православних значно менша, але постійно зростає через місії.

### Православна Церква України
Православна Церква України (ПЦУ) не має офіційної єпархії в Австралії, однак існують громади, які визнають її юрисдикцію та підтримують духовні зв’язки з Києвом. Відомі випадки переходу українських парафій із підпорядкування Московського патріархату до ПЦУ.

### Взаємовідносини між юрисдикціями
Співпраця між православними юрисдикціями в регіоні варіюється. У більшості випадків вона базується на принципах взаємної поваги та співслужіння. Водночас трапляються суперечності, пов’язані з юрисдикційними правами, особливо після автокефалії ПЦУ.

### Критика РПЦ та російського впливу
Російська Православна Церква (РПЦ) та її структури, зокрема РПЦЗ, піддаються критиці за політизацію та поширення ідеології "русского міра". В умовах російської агресії проти України такі дії викликають протест серед української та грузинської діаспор, а також серед представників інших Церков.

## Див також.
- Українські православні парафії в Австралії і Океанії